# 114-я гвардейская стрелковая дивизия
114-я гвардейская стрелковая Венская Краснознамённая дивизия — войсковое соединение Вооружённых Сил СССР во Второй мировой войне.
Период вхождения в состав Действующей армии: 21.02.1945 — 11.05.1945.

## История соединения
В августе 1944 г. из состава частей и соединений, прибывших из действующей армии, а также из вновь сформированных, в составе воздушно-десантных войск было создано три гвардейских воздушно-десантных корпуса: 37-й, 38-й и 39-й, которые в октябре этого же года были сведены в Отдельную гвардейскую воздушно-десантную армию.
В неё вошли девять гвардейских воздушно-десантных дивизий — 13-я, 98-я и 99-я (37-й гвардейский воздушно-десантный корпус — командир генерал-лейтенант П. В. Миронов), 11-я, 12-я и 16-я (38-й гвардейский воздушно-десантный корпус — командир генерал-лейтенант А. И. Утвенко), 8-я, 14-я и 100-я (39-й гвардейский воздушно-десантный корпус — командир генерал-лейтенант Тихонов М. Ф.). Командующим Отдельной гвардейской воздушно-десантной армией был назначен генерал-майор И. И. Затевахин.
Но в таком составе армия просуществовала недолго. В декабре 1944 г. ставка Верховного Главнокомандования приняла решение: ввести в бой на наиболее важном направлении воздушно-десантные войска в качестве стрелковых соединений. Началось переформирование ВДВ по штатам стрелковых дивизий. В итоге была создана общевойсковая 9-я гвардейская армия в составе трёх корпусов (37-го, 38-го и 39-го), командование которой принял генерал-полковник В. В. Глаголев, членом Военного совета был назначен генерал-майор Г. П. Громов, начальником штаба генерал-майор С. Е. Рождественский. Корпуса и дивизии стали именоваться гвардейскими стрелковыми, некоторые дивизии получили новые номера.
На основании приказа Ставки Верховного Главнокомандования № 0047 от 18 декабря 1944 года на базе гвардейских воздушно-десантных дивизий формируются гвардейские стрелковые дивизии. 39-й гвардейский стрелковый корпус имел в своём составе — 100-ю, 107-ю и 114-ю гвардейские стрелковые дивизии.

## Участие в Великой Отечественной войне
В феврале-марте 1945 г. стрелковый корпус прошёл с боями почти через всю Венгрию. Особенно кровопролитным был бой за город Папа, начавшийся вечером 25 марта и закончившийся к 3.00 ночи 26 марта взятием этого города.
С 4 марта по 26 апреля 1945 года 114-я стрелковая дивизия принимал участие в боях с немецко-фашистскими захватчиками на территории Венгрии и Австрии. В ходе Венской наступательной операции принимал участие в освобождении городов: Зирец (освобождён 23 марта 1945), Папа (освобождён 26 марта 1945). Указом Президиума Верховного Совета СССР за образцовое выполнение боевого задания по овладению г. Папа и проявленные при этом доблесть и мужество дивизия была награждена орденом Красного Знамени.
Винер-Нойштадт, Нойенкирхен (освобождены 2 апреля 1945); Вена (освобождена 13 апреля 1945); Корнейбург (освобождён 15 апреля 1945).

## Послевоенный период
После Великой Отечественной войны 114-я гвардейская стрелковая дивизия дислоцировалась в Белорусском военном округе. Два её полка: 357-й и 350-й гвардейские стрелковые полки разместились в Боровухе-1.
С 15 июня по 1 июля 1946 года 114-я гвардейская стрелковая Венская Краснознамённая дивизия переформирована в 114-ю гвардейскую воздушно-десантную Венскую Краснознамённую дивизию с сохранением наград.
В апреле 1956 года 114-я гвардейская воздушно-десантная Венская Краснознамённая дивизия была расформирована. Два её полка — 350-й гвардейский Краснознамённый ордена Суворова 3-й степени парашютно-десантный полк и 357-й гвардейский Краснознамённый ордена Суворова 3-й степени парашютно-десантный полк — вошли в состав 103-й гвардейской воздушно-десантной дивизии.

## Подчинение
| Дата | Фронт (округ)            | Армия                 | Корпус (группа)                    | Примечания |
| ---- | ------------------------ | --------------------- | ---------------------------------- | ---------- |
| 1944 | Московский военный округ | 9-я гвардейская армия | 39-й гвардейский стрелковый корпус | -          |

## Командиры
- Иванов, Василий Поликарпович (25.12.1944 — июль 1946), генерал-майор
- Теремов, Пётр Алексеевич (июль 1946 — май 1948), генерал-майор
- Колобов, Леонид Александрович (1948—1950), генерал-майор

## Состав
- 350-й гвардейский стрелковый полк,
- 353-й гвардейский стрелковый полк
- 357-й гвардейский стрелковый полк,
- 59-я гвардейская дивизионная артиллерийская бригада:
  - 404-й гвардейский пушечный артиллерийский полк,
  - 405-й гвардейский гаубичный артиллерийский полк,
  - 297-й гвардейский миномётный полк[3],
- 125-й отдельный гвардейский истребительно-противотанковый дивизион,
- 106-й отдельный гвардейский зенитный артиллерийский дивизион,
- 120-й отдельная гвардейская разведывательная рота,
- 141-й отдельный гвардейский сапёрный батальон ,
- 194-й отдельный гвардейский батальон связи,
- 257-й медико-санитарный батальон,
- 122-я отдельная гвардейская рота химической защиты,
- 334-я автотранспортная рота,
- 474-я полевая хлебопекарня,
- 398-й дивизионный ветеринарный лазарет,
- 3190-я полевая почтовая станция,
- 2015-я полевая касса Госбанка[2].

## Награды дивизии
- Почетное звание «Гвардейская» — присвоено дивизии при формировании
- 26 апреля 1945 года —  Орден Красного Знамени — награждена указом Президиума Верховного Совета СССР от 26 апреля 1945 года за образцовое выполнение заданий командования в боях с немецкими захватчиками при овладении городами Папа, Девечер и проявленные при этом доблесть и мужество.[4]
- 17 мая 1945 года — Почетное наименование «Венская» — присвоено приказом Верховного Главнокомандующего № 085 от 17 мая 1945 года за отличия в боях при овладении Веной.

Награды частей дивизии:
- 350-й гвардейский стрелковый ордена Суворова[5] полк
- 353-й гвардейский стрелковый ордена Суворова[5] полк
- 357-й гвардейский стрелковый ордена Суворова[5] полк

## Отличившиеся воины
Кавалеры ордена Славы трёх степеней.
- Жарков, Геннадий Петрович, гвардии сержант, командир пулемётного отделения 350 гвардейского стрелкового полка.
- Попов, Анатолий Дмитриевич, гвардии младший сержант, наводчик станкового пулемёта 353 гвардейского стрелкового полка.